# Constant Dutilleux
Pour les articles homonymes, voir Dutilleux.
Constant Dutilleux, né le 5 octobre 1807 à Douai et mort le 21 octobre 1865 à Paris, est un peintre, dessinateur et graveur français.
Il est l'arrière-grand-père du compositeur Henri Dutilleux et l'oncle de l'historien Adolphe Dutilleux.

## Biographie
Constant Dutilleux est admis dans l'atelier du peintre Louis Hersent  à l’École des beaux-arts de Paris. Dutilleux admire Eugène Delacroix, dont il a vu le tableau La Mort de Sardanapale en 1827. Il suit sa carrière du maître et le rencontre en 1847. Il collectionne ses œuvres et celles de Jean-Baptiste Camille Corot. Il se lie d’amitié avec lui, et à partir de 1851, Corot vint régulièrement à Arras, tandis que Dutilleux l’accompagna en Hollande puis à Fontainebleau, où il devint un adepte de l'École de Barbizon.
Il fait partager son admiration de ces deux peintres à son entourage, notamment à ses beaux-fils Charles Desavary et Alfred Robaut. Corot poursuivra ses visites à Arras dix ans après la mort de Dutilleux en 1865.
Constant Dutilleux participe avec ses beaux-fils, Cuvelier et Grandguillaume, à la mise au point du procédé du cliché-verre expérimenté pour la première fois par Corot.
Dans la première partie de sa carrière, il est influencé par la peinture nordique, notamment par les paysages. Il est ensuite influencé par son ami Corot.
Il est enterré au cimetière d'Arras.

## Œuvres dans les collections publiques
- Arras, musée des Beaux-Arts :
  - Le Peintre Désiré Dubois peignant en plein air, huile sur toile ;
  - Bord de Scarpe, 1860 ;
  - Paysage à Lambres, 1865  ;
  - Le Chemin sous bois.
- Douai, musée de la Chartreuse : 
  - Effet de neige, huile sur toile[4] ;
  - Le Débarcadère de Weggis, lac de Lucerne, huile sur toile[5] ;
  - Nu dans un paysage, huile sur toile[6] ;
  - Paysage, effet du soir, huile sur toile[7] ;
  - Portrait de Mme Baoucal, 1858, huile sur toile[8] ;
  - Portrait de son fils Pierre, 1854, huile sur toile[9] ;
  - Prairie au bord de l'eau, huile sur toile[10] ;
  - Figure de vieillard barbu, huile sur toile[11] ;
  - Fillette en robe rouge, 1842, huile sur toile[12] ;
- Lille, palais des beaux-arts :
  - Hêtraie dans la forêt de Fontainebleau, vers 1862, huile sur toile[13] ;
  - Le Port de Dunkerque, marée basse, 1857, huile sur toile[14] ;
  - Le Pré Larcher en forêt de Fontainebleau, vers 1860, huile sur toile[15] ;
  - Paysage avec une maison, huile sur bois[16] ;
  - Paysage, étude, huile sur toile[17] ;
  - Paysage, avant 1858, huile sur toile[18] ;
  - Peuliers au crépuscule, huile sur bois[19] ;
  - Portrait de Pierre Dutilleux enfant, 1855, huile sur bois[20] ;
  - Rivière, huile sur bois[21] ;
  - Canard, vers 1850, huile sur carton[22].
- Paris, musée du Louvre :
  - Pins et bouleaux - forêt de Fontainebleau, vers 1855, huile sur bois[23] ;
  - L'Enfant au papillon, vers 1860, huile sur toile[24].

Œuvres de Constant Dutilleux
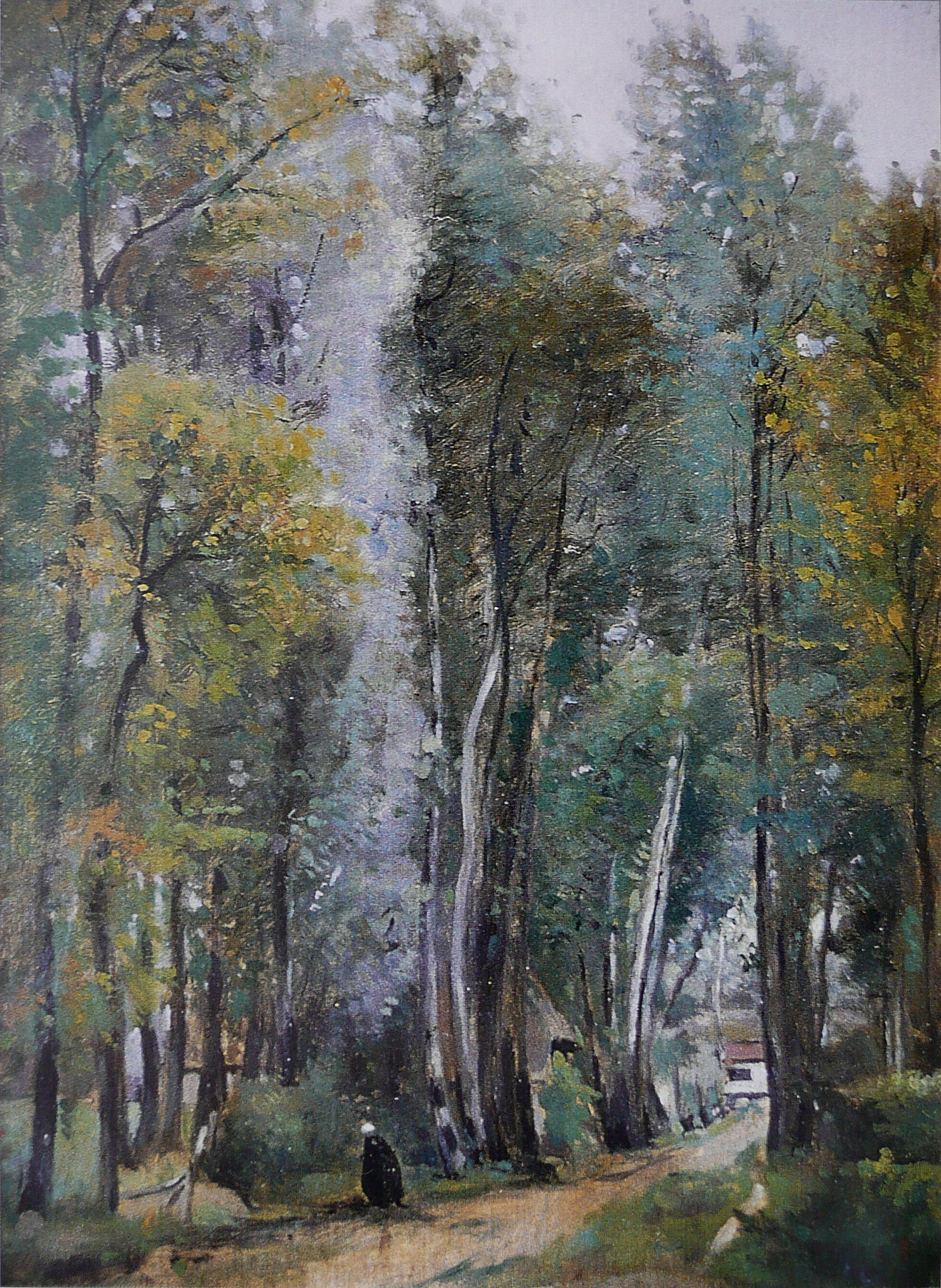
Vue de la rue de Crambious, près de Fleurbaix (1854), collection particulière[25].
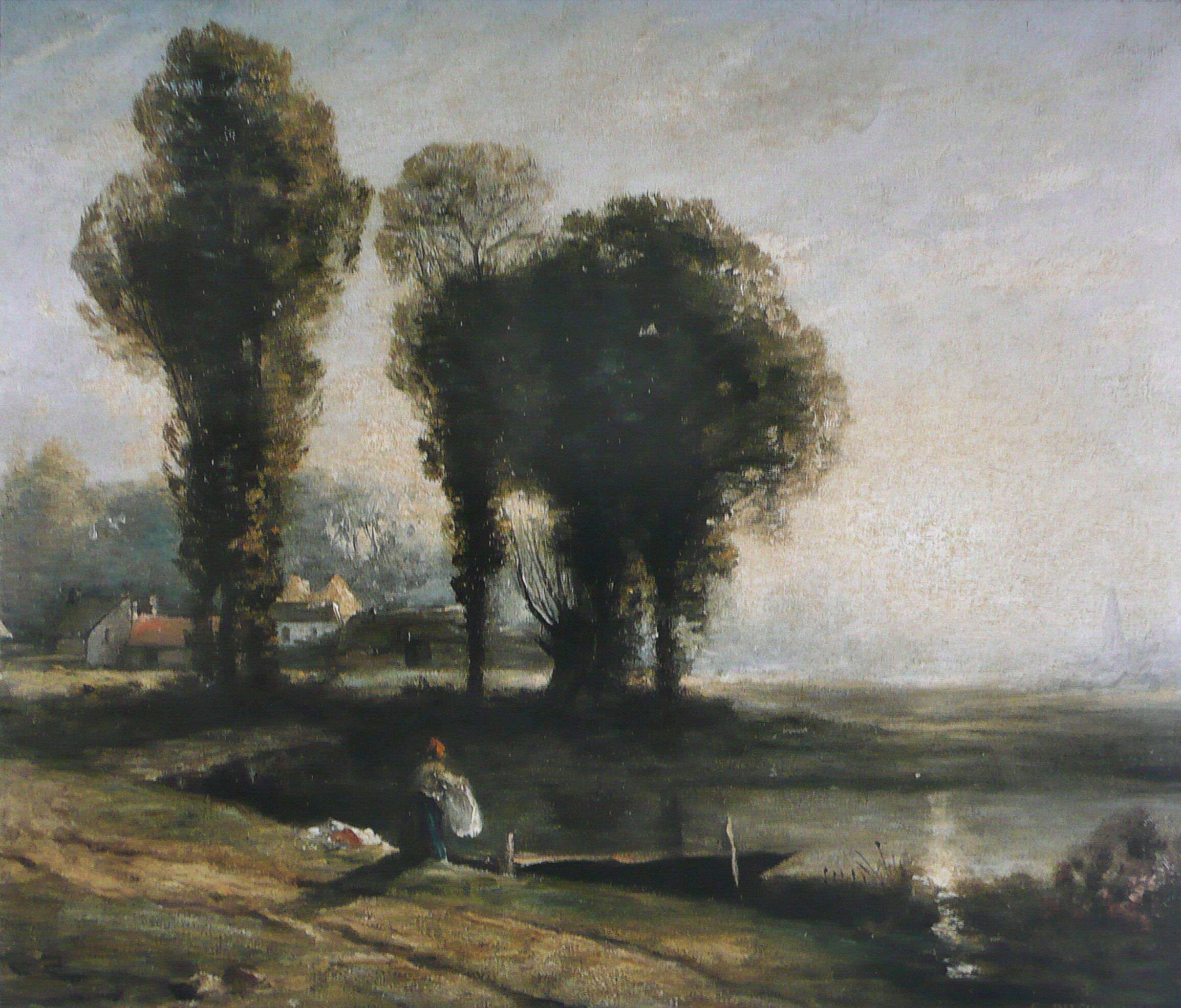
Bord de Scarpe (1860), musée des Beaux-Arts d'Arras.
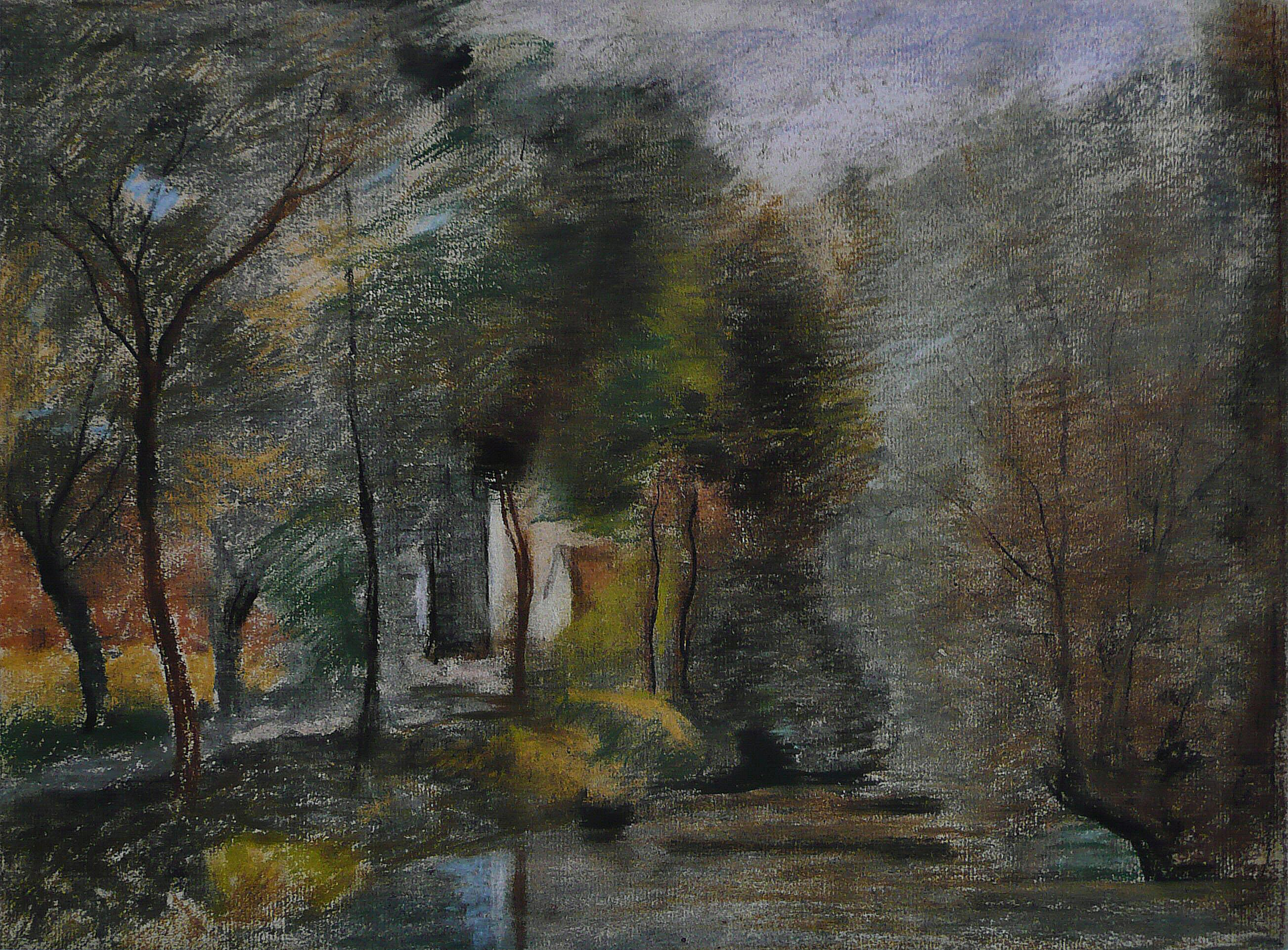
Paysage à Lambres (1865), musée des Beaux-Arts d'Arras.
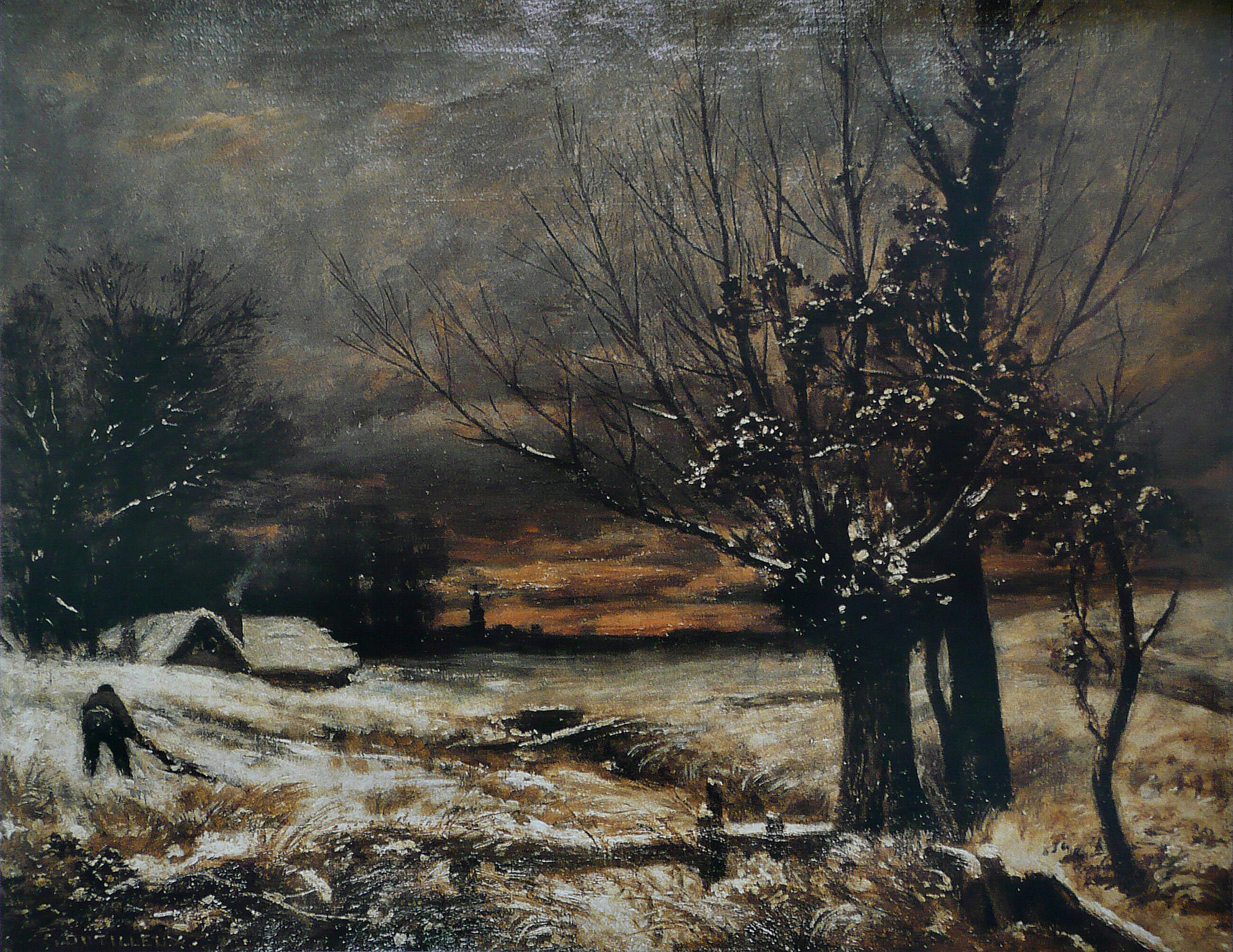
Effet de neige (1865), musée de la Chartreuse de Douai.
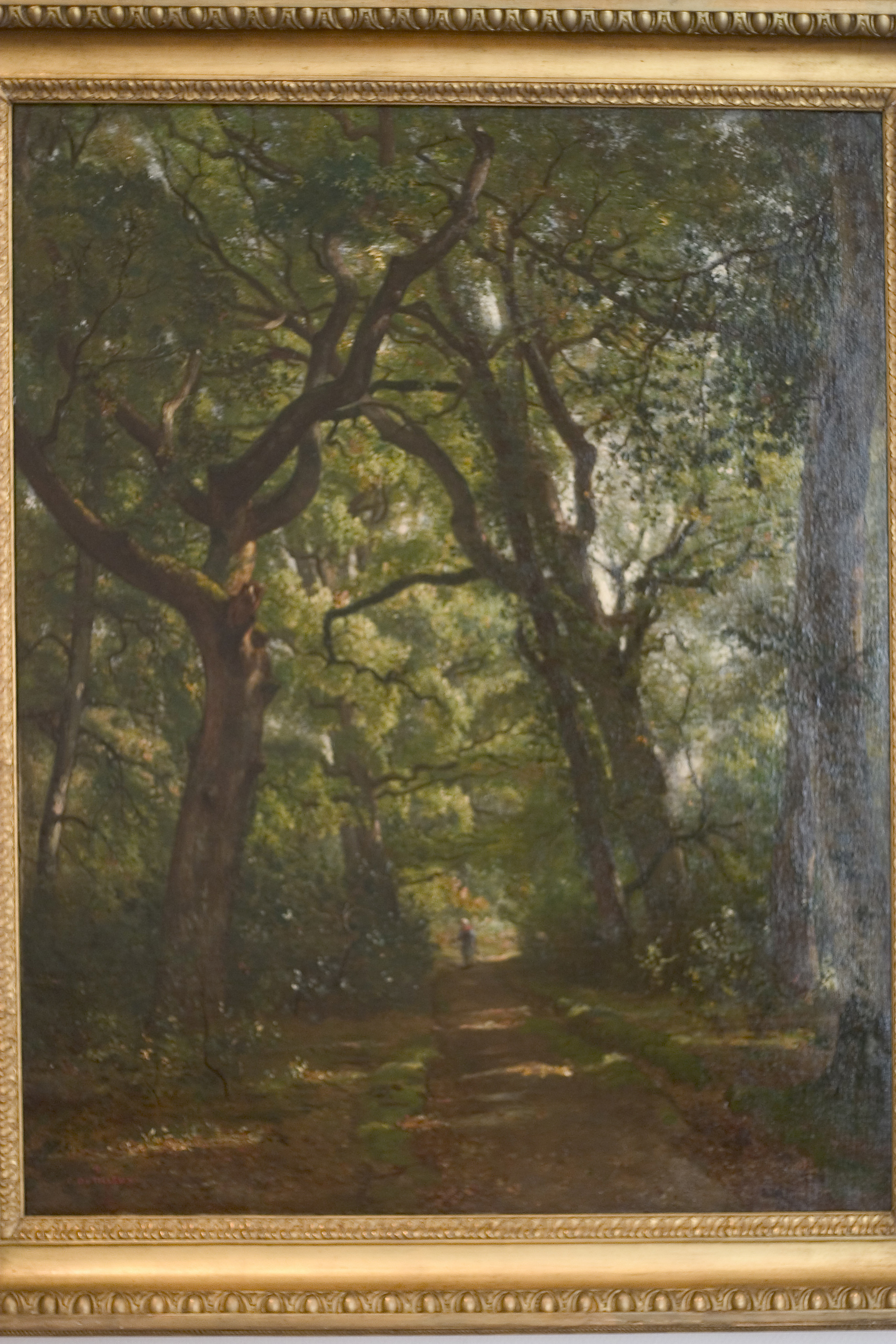
Le Chemin sous bois, musée des Beaux-Arts d'Arras.

## Élèves
- Désiré Dubois (1817-1889)[26]
- Xavier Dourlens (1826-1888)[27]
- Jules Thépaut (1818-1885)
- Charles Desavary (1837-1885)[28]
- Jules Deneux (1868-1895)[29]
- Gustave-Henri Colin (1828-1910)[30], en 1847